# Dopamina (canção)
"Dopamina" é uma canção da cantora mexicana Belinda, lançado como segundo single de seu terceiro álbum de estúdio Carpe Diem. A canção foi escrita pela própria Belinda e por Nacho Peregrín, Daniel Barkman e Jörgen Ringqvist.

## Antecedentes
Belinda publicou na sua conta oficial do Twitter que estava na duvida se colocava o nome da canção de "Dopamina" ou "Carpe Diem", sendo a primeira opção a escolhida.

## Videoclipe
Em 9 de agosto de 2010, foi lançado no canal do YouTube da Belinda, um vídeo de Dopamina ao vivo. Porém, o vídeo oficial foi gravado somente em 23 de outubro de 2010 no parque nacional mexicano Lagunas de Zempoala. A produção do vídeo contou com uma equipe de mais de 200 pessoas e um orçamento de 3 milhões de pesos mexicanos. O vídeo foi dirigido e produzido pela própria Belinda, junto com Julio Carlos e a produtora Monkey Head Films que já havia trabalhado com ela anteriormente em "Egoista".

### Enredo
No clipe, Belinda está numa espécie de parque.Em algumas partes, ela canta com sua banda, em outras, ela canta sozinha.É notável a presença de flores, frutas, bolhas e a predominância de tons roxos, verdes e dourados.No fim, um homem usando uma máscara de águia ajuda Belinda a sair de um "caixão" de vidro transparente contendo uma água roxa e ele fica de frente a um espelho vendo seu rosto.
O clipe de "Dopamina" teria uma continuação, o clipe de "Amor Transgênico", mas o clipe desta última foi cancelado.
O clipe foi elogiado pela excentricidade das roupas e penteados usados pela cantora.

## Lista de faixas
| Download digital |            |                                                            |         |  |
| N.º              | Título     | Compositor(es)                                             | Duração |  |
| 1.               | "Dopamina" | Belinda, Nacho Peregrín, Jörgen Ringqvist, Daniel Barkman. | 3:15    |  |

## Desempenho nas tabelas musicais

### Posições
| Parada musical (2011)     | Melhor posição |
| ------------------------- | -------------- |
| Venezuela – Record Report | 130            |